# Näs socken, Jämtland
Näs socken i Jämtland är sedan 1971 en del av Östersunds kommun och motsvarar från 2016 Näs distrikt.
Socknens areal är 146,20 kvadratkilometer, varav 121,60 land. År 2000 fanns här 869 invånare. Orterna Fåker och Bjärme samt kyrkbyn Näs med sockenkyrkan Näs kyrka ligger i socknen. 

## Administrativ historik
Näs socken har medeltida ursprung. 
Vid kommunreformen 1862 överfördes ansvaret för de kyrkliga frågorna till Näs församling och för de borgerliga frågorna till Näs landskommun. Landskommunen inkorporerades 1952 i Hackås landskommun och uppgick 1971 i Östersunds kommun.
1 januari 2016 inrättades distriktet Näs, med samma omfattning som församlingen hade 1999/2000.
Socknen har tillhört fögderier, tingslag och domsagor enligt vad som beskrivs i artikeln Jämtland. De indelta soldaterna tillhörde Jämtlands fältjägarregemente och Jämtlands hästjägarkår.

## Geografi
Näs socken ligger söder om Östersund kring norra delen av sjön Näkten. Socknen har odlingsbygd vid sjön och är i övrigt en mjukt kuperad skogsbygd.
Socknens centralbygd ligger cirka 35 kilometer söder om Östersund. I nordvästra delen genomkorsas socknen av europaväg 45 (delen Östersund-Åsarna) samt av Inlandsbanan. Största ort är Fåker. Andra orter inom socknen är Bjärme, Grönviken, Viken, Sinnberg och Gäle, de fyra sistnämnda på Näktens norra och nordöstra sida.
Gamla järnvägsstationer vid Inlandsbanan, räknat från norr, är: Skute, Fåker samt Näckten hållplats.

### Geografisk avgränsning
Näs socken gränsar i nordost mot Lockne socken. I norr ligger Sunne socken. Gränsen mellan Näs och Sunne går mellan byarna Bledäng i Näs och Måläng i Sunne. I väster och i söder gränsar Näs socken mot Hackås socken i Bergs kommun. Helt i sydost gränsar socknen på en sträcka av cirka 5 km mot Bodsjö socken i Bräcke kommun.

## Fornlämningar
Man har anträffat cirka 40 gravhögar från järnåldern. I Näs socken finns även Sveriges största depåfynd av ämnesjärn, även detta är från järnåldern. I området finns dessutom sju ödegårdar från medeltiden samt ungefär 40 fångstgropar.

## Namnet
Namnet (1344 Næs) avser det näs i Näkten (Kungsnäset) där kyrkan står

## Befolkningsutveckling
| Befolkningsutvecklingen i Näs socken, Jämtland 1750–1990                                                 | Befolkningsutvecklingen i Näs socken, Jämtland 1750–1990 | Befolkningsutvecklingen i Näs socken, Jämtland 1750–1990 | Befolkningsutvecklingen i Näs socken, Jämtland 1750–1990 | Befolkningsutvecklingen i Näs socken, Jämtland 1750–1990 |
| --- | -------------------------------------------------------- | -------------------------------------------------------- | -------------------------------------------------------- | -------------------------------------------------------- |
| |                                                          |                                                          |                                                          |                                                          |
| År |                                                          |                                                          | Folkmängd                                                |                                                          |
| 1750 | 1750                                                     |                                                          | 355                                                      |                                                          |
| 1760 | 1760                                                     |                                                          | 480                                                      |                                                          |
| 1769 | 1769                                                     |                                                          | 512                                                      |                                                          |
| 1780 | 1780                                                     |                                                          | 497                                                      |                                                          |
| 1810 | 1810                                                     |                                                          | 510                                                      |                                                          |
| 1820 | 1820                                                     |                                                          | 552                                                      |                                                          |
| 1830 | 1830                                                     |                                                          | 612                                                      |                                                          |
| 1840 | 1840                                                     |                                                          | 678                                                      |                                                          |
| 1850 | 1850                                                     |                                                          | 686                                                      |                                                          |
| 1860 | 1860                                                     |                                                          | 816                                                      |                                                          |
| 1870 | 1870                                                     |                                                          | 905                                                      |                                                          |
| 1880 | 1880                                                     |                                                          | 1 050                                                    |                                                          |
| 1890 | 1890                                                     |                                                          | 1 150                                                    |                                                          |
| 1900 | 1900                                                     |                                                          | 1 192                                                    |                                                          |
| 1910 | 1910                                                     |                                                          | 1 114                                                    |                                                          |
| 1920 | 1920                                                     |                                                          | 1 232                                                    |                                                          |
| 1930 | 1930                                                     |                                                          | 1 135                                                    |                                                          |
| 1940 | 1940                                                     |                                                          | 1 172                                                    |                                                          |
| 1950 | 1950                                                     |                                                          | 1 122                                                    |                                                          |
| 1960 | 1960                                                     |                                                          | 1 099                                                    |                                                          |
| 1970 | 1970                                                     |                                                          | 896                                                      |                                                          |
| 1980 | 1980                                                     |                                                          | 867                                                      |                                                          |
| 1990 | 1990                                                     |                                                          | 884                                                      |                                                          |
| Anm: Källor: Umeå universitet - Tabellverket 1749-1859, Demografiska databasen, CEDAR, Umeå universitet. |                                                          |                                                          |                                                          |                                                          |

## Kända personer från bygden
- Bodil Malmsten (a Bodil frå Bjärme - jamska), författare
- Emil Fjellström, skådespelare